# تاكاهيرو ماتسوناغا
تاكاهيرو ماتسوناغا (باليابانية: 松永昂大؛ بالكانا: まつなが たかひろ) هو لاعب كرة قاعدة ياباني، ولد في 16 أبريل 1988.

## روابط خارجية
- تاكاهيرو ماتسوناغا على موقع الدوري الياباني لكرة القاعدة (الإنجليزية)
- تاكاهيرو ماتسوناغا على موقعبيزبول رفرنس.كوم (الدوري الثانوي) (الإنجليزية)